# Spermacoce shandongensis
Spermacoce shandongensis là một loài thực vật có hoa trong họ Thiến thảo. Loài này được (F.Z.Li & X.D.Chen) Govaerts miêu tả khoa học đầu tiên năm 1996.